# Xyloperthella guineensis
Xyloperthella guineensis är en skalbaggsart som beskrevs av Roberts 1967. Xyloperthella guineensis ingår i släktet Xyloperthella och familjen kapuschongbaggar. Inga underarter finns listade i Catalogue of Life.